# Direkte Demokratie in Berlin
Die Direkte Demokratie in Berlin umfasst eine Reihe von politischen Instrumenten, mit deren Hilfe die wahlberechtigte Bevölkerung unmittelbar an der Gesetzgebung des Landes sowie an der Verwaltung der Bezirke mitwirken kann. Sie ergänzt die bestehenden Instrumente der repräsentativen Demokratie (Indirekte Demokratie), also die Wahl von Volksvertretern in das Abgeordnetenhaus bzw. in die Bezirksverordnetenversammlungen. Darüber hinaus ist es in Berlin möglich, auf direktdemokratischem Weg per Volksbegehren und Volksentscheid das Parlament aufzulösen und Neuwahlen herbeizuführen.

## Gesetzliche Bedingungen
Die rechtlichen Grundlagen der direkten Demokratie auf Landesebene finden sich in den Artikeln 59 und 61–63 und 100 der Landesverfassung, sowie in den  §§ 29–40 des Abstimmungsgesetzes. Die direkte Demokratie in den Berliner Bezirken ist in den §§ 44–47 des Bezirksverwaltungsgesetzes geregelt.
Die einschlägigen Durchführungsbestimmungen sind darüber hinaus in mehreren Landesverordnungen (Abstimmungsordnung, Landeswahlordnung und Verordnung zur Geltung des Landeswahlrechts bei Bürgerentscheiden) geregelt.
Die Verfassungsartikel in ihrer gültigen Fassung wurden in einem obligatorischen Referendum, welches parallel zur Abgeordnetenhauswahl am 17. September 2006 abgehalten wurde, mit einer Mehrheit von 84 % Ja-Stimmen angenommen. Das Abstimmungsgesetz wurde in seiner jetzigen Fassung am 20. Februar 2008 beschlossen und erleichterte die Volksgesetzgebung in vielen Punkten. Vor der jetzt gültigen Verfassungsrechtslage gab es kaum Volksgesetzgebungsverfahren. Die für die direkte Demokratie in den Bezirken zuletzt relevante Änderung des Bezirksverwaltungsgesetzes wurde am 17. Februar 2011 vom Abgeordnetenhaus beschlossen.

## Instrumente der direkten Demokratie auf Landesebene
Auf Landesebene kennt Berlin fünf Instrumente mit denen die wahlberechtigte Bevölkerung unmittelbar auf den Gesetzgebungsprozess einwirken kann:
- obligatorisches Verfassungsreferendum
- Volksinitiative
- Antrag auf Einleitung eines Volksbegehrens
- Volksbegehren
- Volksentscheid

Während die Volksinitiative als Instrument für sich alleine steht, bauen Antrag auf Einleitung eines Volksbegehrens, Volksbegehren und Volksentscheid in einem dreistufigen Verfahren aufeinander auf. Das obligatorische Verfassungsreferendum kann als einziges von der Bevölkerung nicht aktiv initiiert werden.
In Berlin dürfen Volksinitiative und Volksbegehren nicht nur zu Gesetzen gestartet werden, sondern können auch andere allgemeine Gegenstände der politischen Willensbildung beinhalten, solange diese im Rahmen der Zuständigkeit des Abgeordnetenhauses liegen. Per Volksbegehren kann in Berlin zudem eine Verfassungsänderung oder die Auflösung des Abgeordnetenhauses angestrebt werden, wobei hierfür jeweils höhere Anforderungen bezüglich Fristen und beizubringender Unterschriften gelten.

### Auflösung des Abgeordnetenhauses
Ist ein Volksbegehren in Berlin auf die vorzeitige Auflösung des Abgeordnetenhauses gerichtet (Artikel 62(6) und 63(3) der Landesverfassung), müssen für den Antrag auf Einleitung des Volksbegehrens zunächst 50.000 Unterschriften in sechs Monaten gesammelt werden. Ist der Antrag erfolgreich, müssen für das eigentliche Volksbegehren die Unterschriften von 20 % der Wahlberechtigten in vier Monaten übergeben werden. Beim anschließenden Volksentscheid gilt ein 50 % Beteiligungsquorum. Zudem kann pro Wahlperiode ein Volksbegehren zur Auflösung des Abgeordnetenhauses nur einmal gestartet werden und dies auch nur bis 46 Monate nach der letzten Wahl (die reguläre Legislaturperiode dauert 60 Monate).

## Instrumente der direkten Demokratie auf Bezirksebene
Auf Bezirksebene kennt Berlin drei Instrumente mit denen die wahlberechtigte Bevölkerung unmittelbar auf die bezirkliche Politik einwirken kann:
- Bürgerbegehren
- Bürgerentscheid
- Einwohnerantrag

Bürgerbegehren und Bürgerentscheid bauen in einem zweistufigen Verfahren aufeinander auf. Mit dem Einwohnerantrag können die Bürger einen Vorschlag zur zwingenden Beratung und Beschlussfassung in die Bezirksverordnetenversammlung einbringen.

### Gesetze und Verordnungen
- Abschnitt V (Art. 59 (2), 61, 62 und 63) der Landesverfassung von Berlin auf dem Landesportal von Berlin
- Abschnitt IX (Art. 100) der Landesverfassung von Berlin auf dem Landesportal von Berlin

### Weitere Nachweise
1. ↑  Verfassung von Berlin - Abschnitt V: Die Gesetzgebung, auf www.berlin.de, abgerufen am 4. August 2018
2. ↑  Verfassung von Berlin - Abschnitt IX: Übergangs- und Schlussbestimmungen, auf www.berlin.de, abgerufen am 4. August 2018
3. ↑  Abstimmungsgesetz Gesetz über Volksinitiative, Volksbegehren und Volksentscheid (Memento des Originals vom 2. Dezember 2017 im Internet Archive)  Info: Der Archivlink wurde automatisch eingesetzt und noch nicht geprüft. Bitte prüfe Original- und Archivlink gemäß Anleitung und entferne dann diesen Hinweis., auf www.wahlen-berlin.de, abgerufen am 4. August 2018
4. ↑  Bezirksverwaltungsgesetz. (PDF) Land Berlin, archiviert vom Original am 4. März 2019; abgerufen am 21. Februar 2019.
5. ↑  Andreas Schmidt von Puskás, der Landeswahlleiter: Wahlen in Berlin. Abgeordnetenhaus, Bezirksverordnetenversammlungen, Volksabstimmung über die Neuregelung von Volksbegehren und Volksentscheid in der Verfassung von Berlin in Berlin am 17. September 2006. (pdf) Endgültiges Ergebnis. In: www.wahlen-berlin.de. Statistisches Landesamt Berlin, 5. Oktober 2006, S. 160, archiviert vom Original (nicht mehr online verfügbar) am 1. Dezember 2017; abgerufen am 4. März 2011.  Info: Der Archivlink wurde automatisch eingesetzt und noch nicht geprüft. Bitte prüfe Original- und Archivlink gemäß Anleitung und entferne dann diesen Hinweis.